# Vandeae
Le Vandeae Lindl., 1826 sono una tribù di piante della famiglia delle Orchidacee (sottofamiglia Epidendroideae), che comprende oltre 2.000 specie a distribuzione pantropicale.

## Descrizione
La tribù comprende in massima parte specie epifite e in qualche caso litofite.
Hanno fusti a crescita prevalentemente monopodiale (ossia con un solo "piede" vegetativo) ma in alcuni generi (p.es Polystachya) lo sviluppo può essere sinpodiale. Sono prive di pseudobulbi.
Le foglie sono di consistenza carnosa. Alcune specie (p.es Campylocentrum spp., Dendrophylax spp.) sono prive di foglie.
I fiori possono avere colorazioni estremamente variabili, dal bianco di molte specie di Angraecum al blu di Vanda coerulea, dal giallo di Ascocentrum miniatum all'arancione di Ossiculum aurantiacum, per non parlare dell'estrema varietà di colori e loro combinazioni osservabile nelle diverse specie di Phalaenopsis, uno dei generi di maggiore interesse in orticoltura.

## Distribuzione e habitat
Queste orchidee hanno una distribuzione pantropicale, essendo presenti in Africa, Asia, Australia e America.

## Tassonomia
Gli esatti rapporti filogenetici di questa tribù sono ancora poco noti e la sua tassonomia si basa ancora largamente sulle caratteristiche morfologiche dei fiori. Solo pochi studi di biologia molecolare sono stati fatti per ottenere una classificazione basata su evidenze derivate da analisi del DNA.
Il primo a circoscrivere la tribù fu, nel 1826, il botanico inglese John Lindley (1799-1865), che assegnò a questo taxon anche un cospicuo gruppo di specie americane, oggi attribuite alle Maxillarieae.
La tribù fu elevata al rango di sottofamiglia da Dressler nel 1981, che propose la separazione delle Vandoideae dalle Epidendroideae. Alcuni anni più tardi, nel 1989, lo stesso autore riconobbe che le differenze morfologiche tra i due raggruppamenti non erano tali da giustificarne la separazione e tornò a considerarli come un'unica sottofamiglia. Nella sua classificazione delle Orchidaceae del 1993 infine propose la suddivisione della tribù Vandeae in 3 sottotribù: Aeridinae, Angraecinae e Aerangidinae..
Il carattere monofiletico del raggruppamento delle Vandeae fu confermato nel 1999 da Freudenstein e Rasmussen i quali evidenziarono una relazione filogenetica con il raggruppamento delle Polystachyinae (sino ad allora collocato nella tribù delle Epidendreae), dato confermato anche da successivi studi basati su evidenze molecolari.
La classificazione di Chase (2003) accogliendo tali osservazioni riconosceva pertanto 4 sottotribù: Aerangidinae, Aeridinae, Angraecinae e Polystachyinae.
Studi successivi hanno portato a considerare Aerangidinae e Angraecinae come un unico raggruppamento monofiletico, e ad includere nella tribù Vandeae anche le sottotibù Adrorhizinae (generi Adrorhizon, Bromheadia e Sirhookera) e Agrostophyllinae (generi Agrostophyllum, Earina e  Jejosephia) Più di recente le Agrostophyllinae sono state incluse tra le Epidendreae.
Le sottotribù riconosciute sono pertanto le seguenti:
Sottotribù Adrorhizinae
- Adrorhizon Hook.f. (1 sp.)
- Bromheadia Lindl. (30 spp.)
- Sirhookera Kuntze, 1891 (2 spp.)

Sottotribù Polystachyinae
- Hederorkis Thouars, 1809 (2 spp.)
- Polystachya Hook., 1824 (234 spp.)

Sottotribù Aeridinae
- Acampe Lindl., 1853 (7 spp.)
- Adenoncos Blume, 1825 (17 spp.)
- Aerides Lour., 1790 (29 spp.)
- Amesiella Schltr. ex Garay, 1972 (3 spp.)
- Arachnis Blume, 1825 (16 spp.)
- Biermannia King & Pantl. (12 spp.)
- Bogoria J.J.Sm. (13 spp.)
- Brachypeza Garay (12 spp.)
- Calymmanthera Schltr. (5 spp.)
- Ceratocentron Senghas (1 sp.)
- Chamaeanthus Schltr. (2 spp.)
- Chiloschista Lindl. (22 spp.)
- Chroniochilus J.J.Sm. (5 spp.)
- Cleisocentron Brühl (7 spp.)
- Cleisomeria Lindl. ex D.Don (2 spp.)
- Cleisostoma Blume (97 spp.)
- Cleisostomopsis Seidenf. (4 spp.)
- Cottonia Wight (1 sp.)
- Deceptor Seidenf. (1 sp.)
- Dimorphorchis Rolfe (9 spp.)
- Diplocentrum Lindl. (2 spp.)
- Diploprora Hook.f. (2 spp.)
- Dryadorchis Schltr. (5 spp.)
- Drymoanthus Nicholls (4 spp.)
- Dyakia Christenson (1 sp.)
- Eclecticus P.O’Byrne (1 sp.)
- Gastrochilus D.Don (68 spp.)
- Grosourdya Rchb.f. (26 spp.)
- Gunnarella Senghas (5 spp.)
- Holcoglossum Schltr. (22 spp.)
- Hymenorchis Schltr. (14 spp.)
- Jejewoodia Szlach. (6 spp.)
- Luisia Gaudich. (45 spp.)
- Macropodanthus L.O.Williams (11 spp.)
- Micropera Lindl. (22 spp.)
- Microsaccus Blume (12 spp.)
- Mobilabium Rupp (1 sp.)
- Omoea Blume (2 spp.)
- Ophioglossella Schuit. & Ormerod (1 sp.)
- Papilionanthe Schltr. (10 spp.)
- Paraphalaenopsis A.D.Hawkes, 1963 (4 spp.)
- Pelatantheria Ridl. (8 spp.)
- Pennilabium J.J.Sm. (18 spp.)
- Peristeranthus T.E.Hunt (1 sp.)
- Phalaenopsis Blume, 1825 (75 spp.)
- Phragmorchis L.O.Williams (1 sp.)
- Plectorrhiza Dockrill (4 spp.)
- Pomatocalpa Breda, 1827 (23 spp.)
- Porrorhachis Garay (2 spp.)
- Pteroceras Hassk. (22 spp.)
- Renanthera Lour. (23 spp.)
- Rhinerrhiza Rupp (1 sp.)
- Rhynchogyna Seidenf. & Garay (2 spp.)
- Rhynchostylis Blume, 1825 (5 spp.)
- Robiquetia Gaudich., 1829 (93 spp.)
- Saccolabiopsis J.J.Sm. (14 spp.)
- Saccolabium Blume (4 spp.)
- Santotomasia Ormerod (1 sp.)
- Sarcanthopsis Garay (6 spp.)
- Sarcochilus R.Br. (23 spp.)
- Sarcoglyphis Garay  (12 spp.)
- Sarcophyton Garay  (3 spp.)
- Schistotylus Dockrill (1 sp.)
- Schoenorchis Reinw. ex Blume, 1825 (28 spp.)
- Seidenfadenia Garay (1 sp.)
- Smithsonia C.J.Saldanha (3 spp.)
- Smitinandia Holttum (3 spp.)
- Stereochilus Lindl. (6 spp.)
- Taeniophyllum Blume (242 spp.)
- Taprobanea Christenson (1 sp.)
- Thrixspermum Lour. (188 spp.)
- Trachoma Garay (16 spp.)
- Trichoglottis Blume (85 spp.)
- Tuberolabium Yaman. (8 spp.)
- Uncifera Lindl. (6 spp.)
- Vanda Gaud. ex Pfitzer (81 spp.)
- Vandopsis Pfitzer, 1889 (4 spp.)

Sottotribù Angraecinae
- Aerangis Rchb.f., 1865 (58 spp.)
- Aeranthes Lindl., 1824 (44 spp.)
- Ambrella H. Perrier., 1934 (1 sp.)
- Ancistrorhynchus Finet, 1907 (17 spp.)
- Angraecopsis Kraenzl. (19 spp.)
- Angraecum Bory, 1804 (225 spp.)
- Beclardia A.Rich., 1828 (2 spp.)
- Bolusiella Schltr., 1918 (5 spp.)
- Calyptrochilum Kraenzl. (3 spp.)
- Campylocentrum Lindl. (76 spp.)
- Cardiochilos P.J.Cribb, 1977 (1 sp.)
- Chauliodon Summerh., 1943 (1 sp.)
- Cryptopus Lindl. (4 spp.)
- Cyrtorchis Schltr., 1914 (18 spp.)
- Dendrophylax Rchb.f. (15 spp.)
- Diaphananthe Schltr., 1915 (29 spp.)
- Dinklageella Mansf., 1934 (4 spp.)
- Eggelingia Summerh., 1951 (3 spp.)
- Erasanthe P.J.Cribb, Hermans & D.L.Roberts, 2007 (1 sp.)
- Eurychone Schltr., 1918 (2 spp.)
- Jumellea Schltr., 1914 (58 spp.)
- Lemurella Schltr., 1925 (4 spp.)
- Lemurorchis Kraenzl., 1893 (1 sp.)
- Listrostachys Rchb.f., 1852 (1 spp.)
- Microcoelia Lindl., 1830 (34 spp.)
- Mystacidium Lindl., 1837 (10 spp.)
- Neobathiea Schltr., 1925 (6 spp.)
- Nephrangis (Schltr.) Summerh., 1948 (2 spp.)
- Oeonia Lindl., 1826 (5 spp.)
- Oeoniella Schltr., 1918 (2 spp.)
- Plectrelminthus Raf., 1838 (1 sp.)
- Podangis Schltr., 1918 (2 sp.)
- Rangaeris (Schltr.) Summerh., 1936 (3 spp.)
- Rhipidoglossum Schltr., 1918 (50 spp.)
- Sobennikoffia Schltr., 1925 (4 spp.)
- Solenangis Schltr., 1918 (4 spp.)
- Sphyrarhynchus Mansf., 1935 (3 sp.)
- Summerhayesia P.J.Cribb, 1977 (2 spp.)
- Taeniorrhiza Summerh., 1943 (1 sp.)
- Triceratorhynchus Summerh., 1951 (3 sp.)
- Tridactyle Schltr., 1914 (45 spp.)
- Ypsilopus Summerh., 1949 (12 spp.)

### Alcune specie

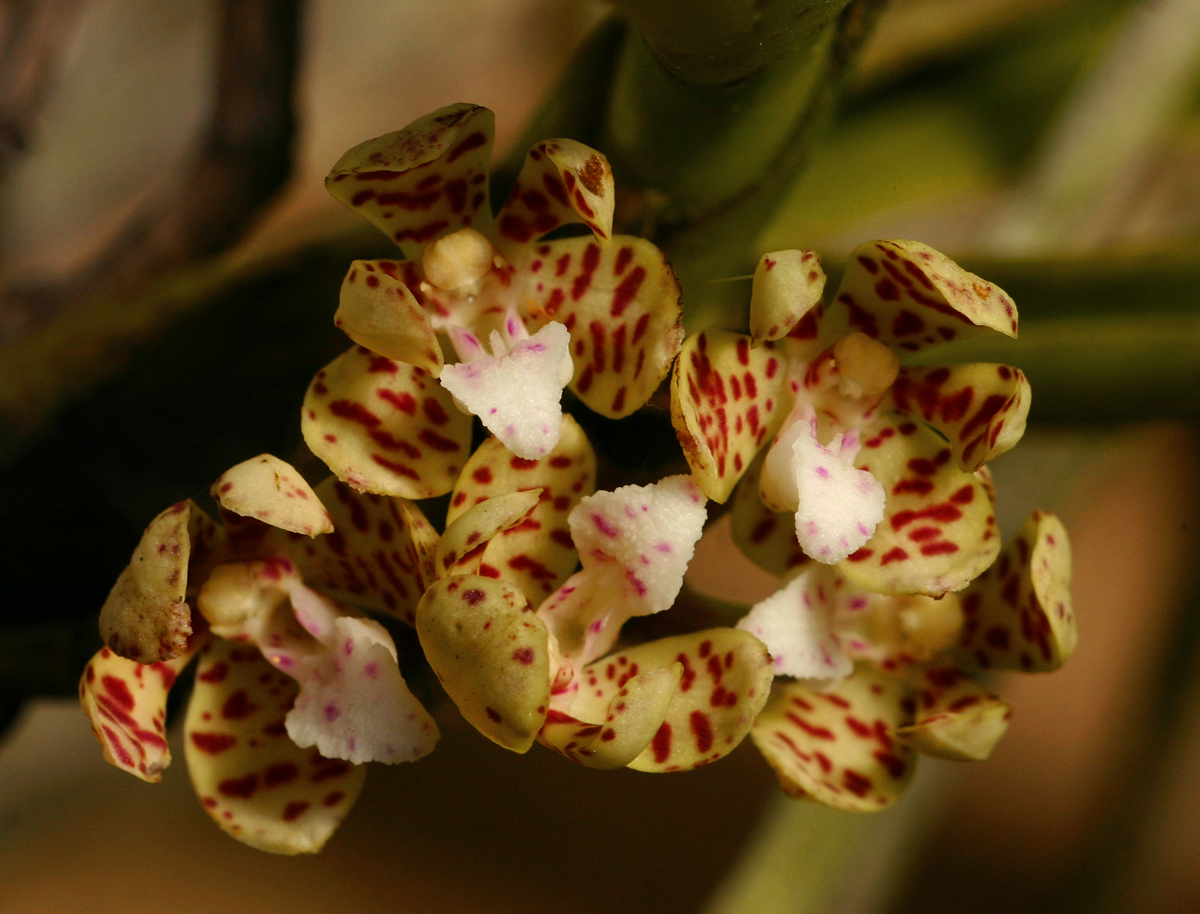
Acampe pachyglossa Aeridinae
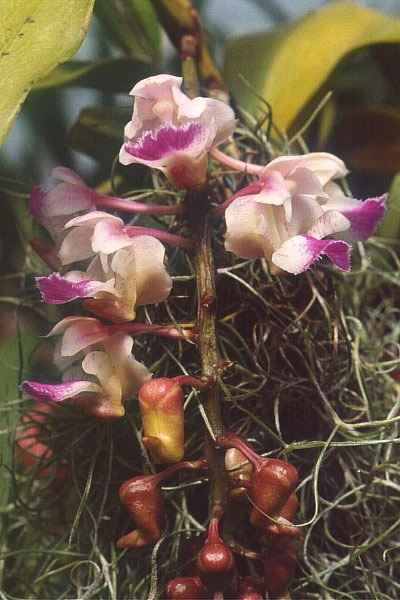
Aerides falcatum Aeridinae
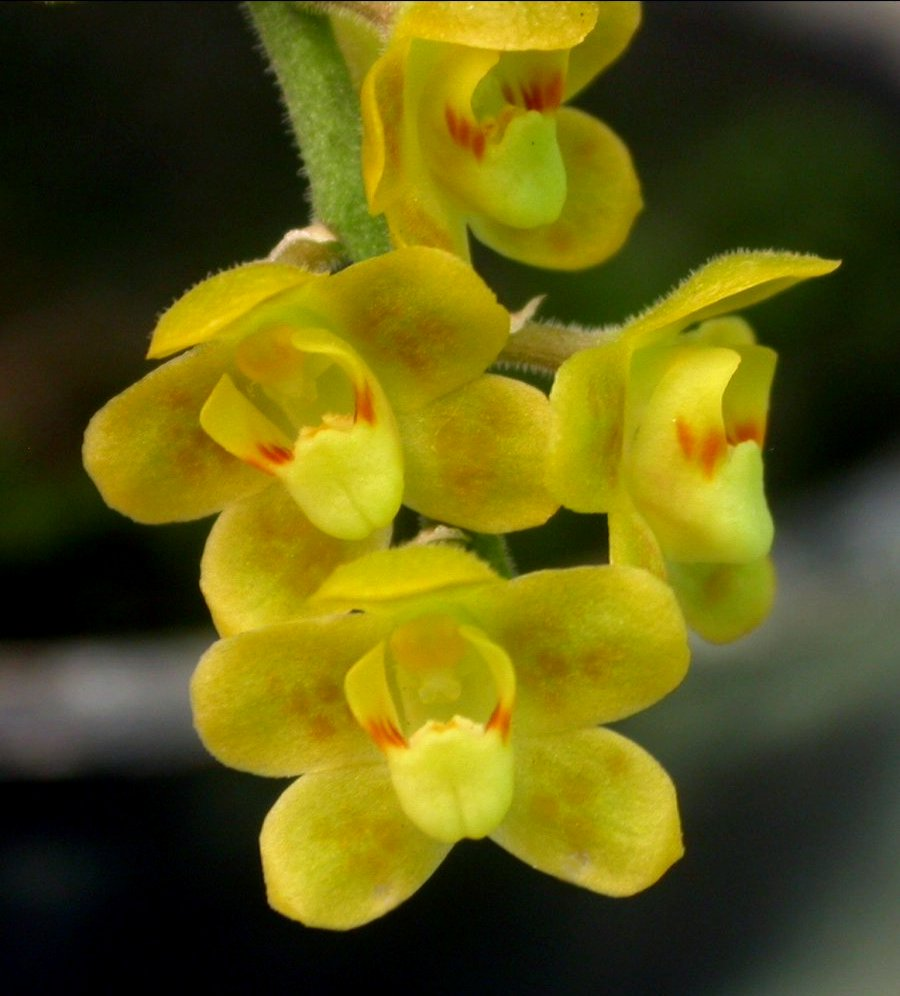
Chiloschista usneoides Aeridinae
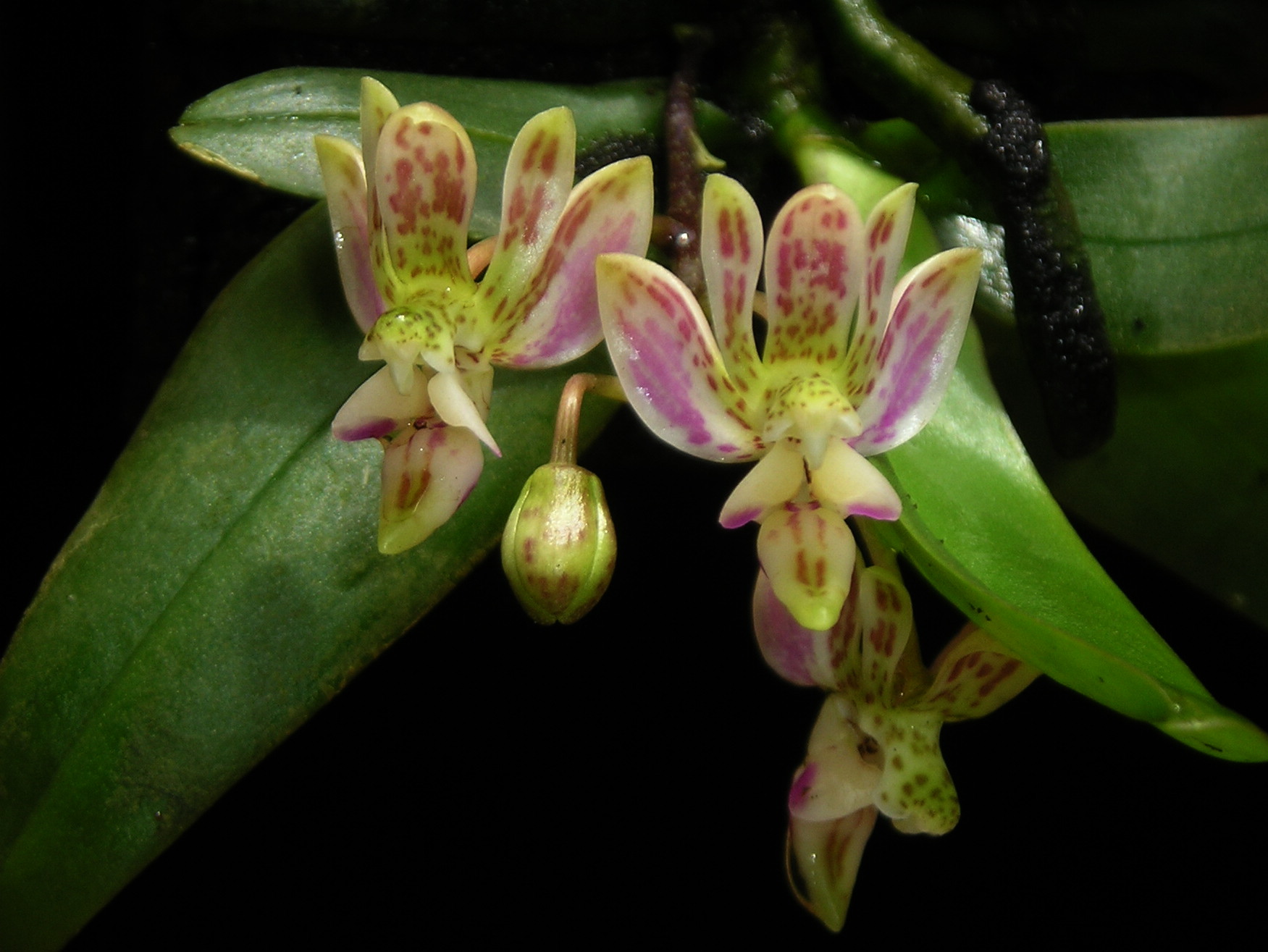
Phalaenopsis finleyi Aeridinae
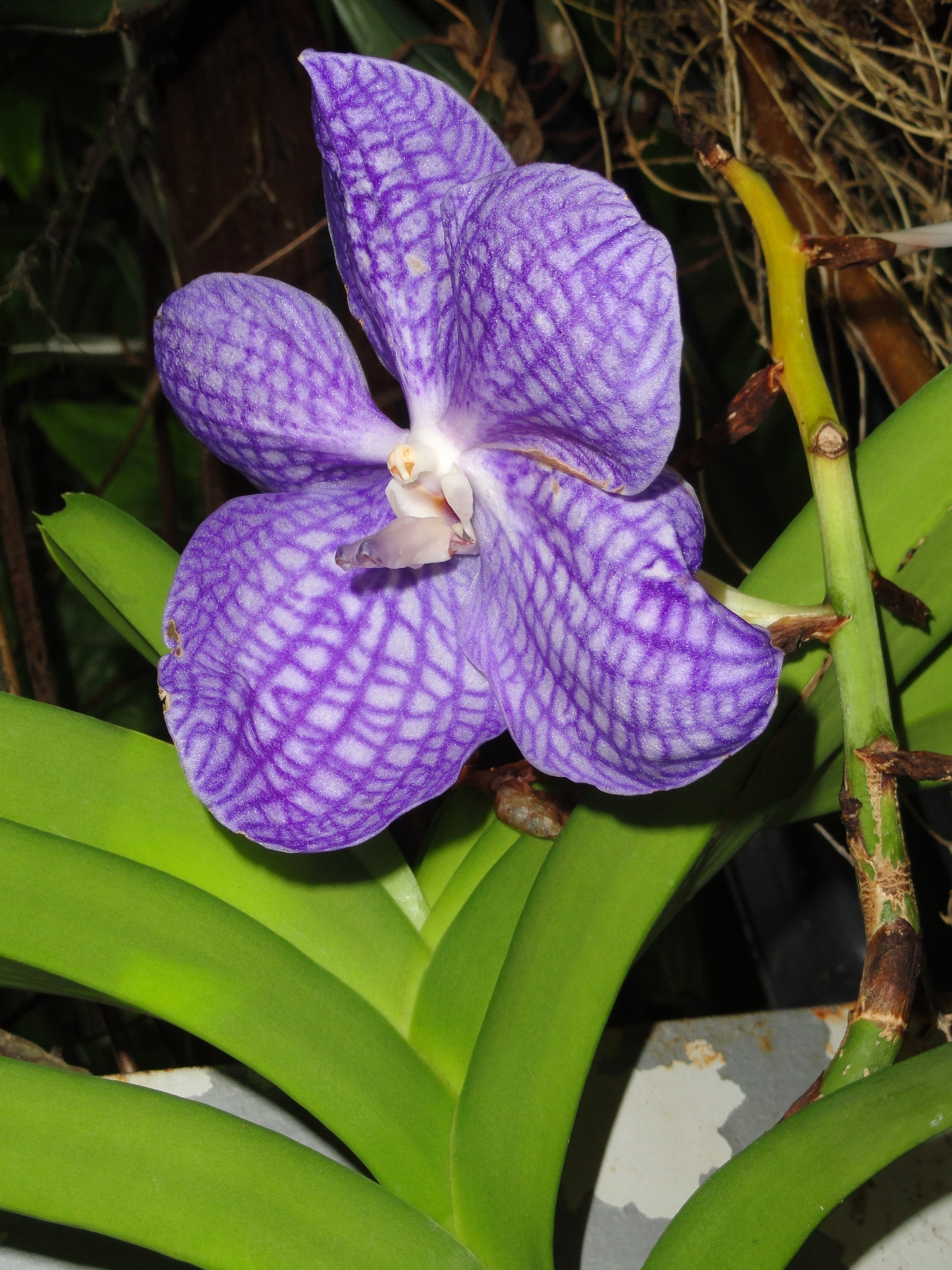
Vanda coerulea Aeridinae
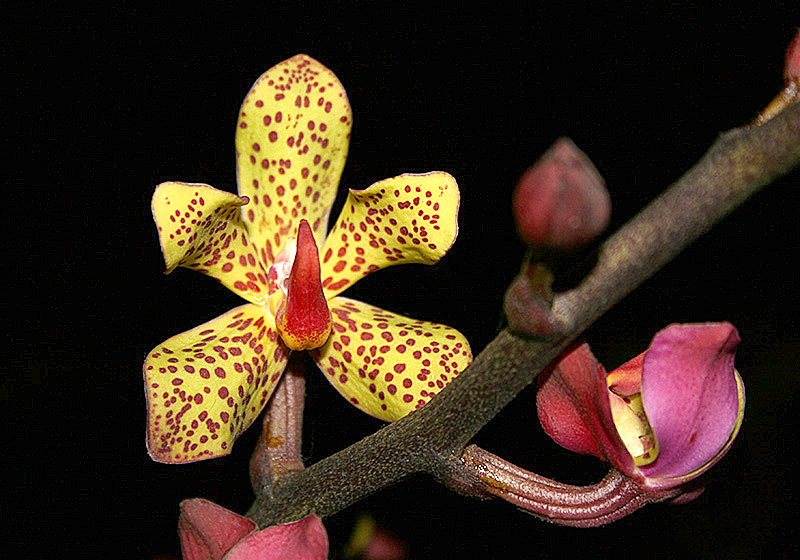
Vandopsis lissochiloides Aeridinae
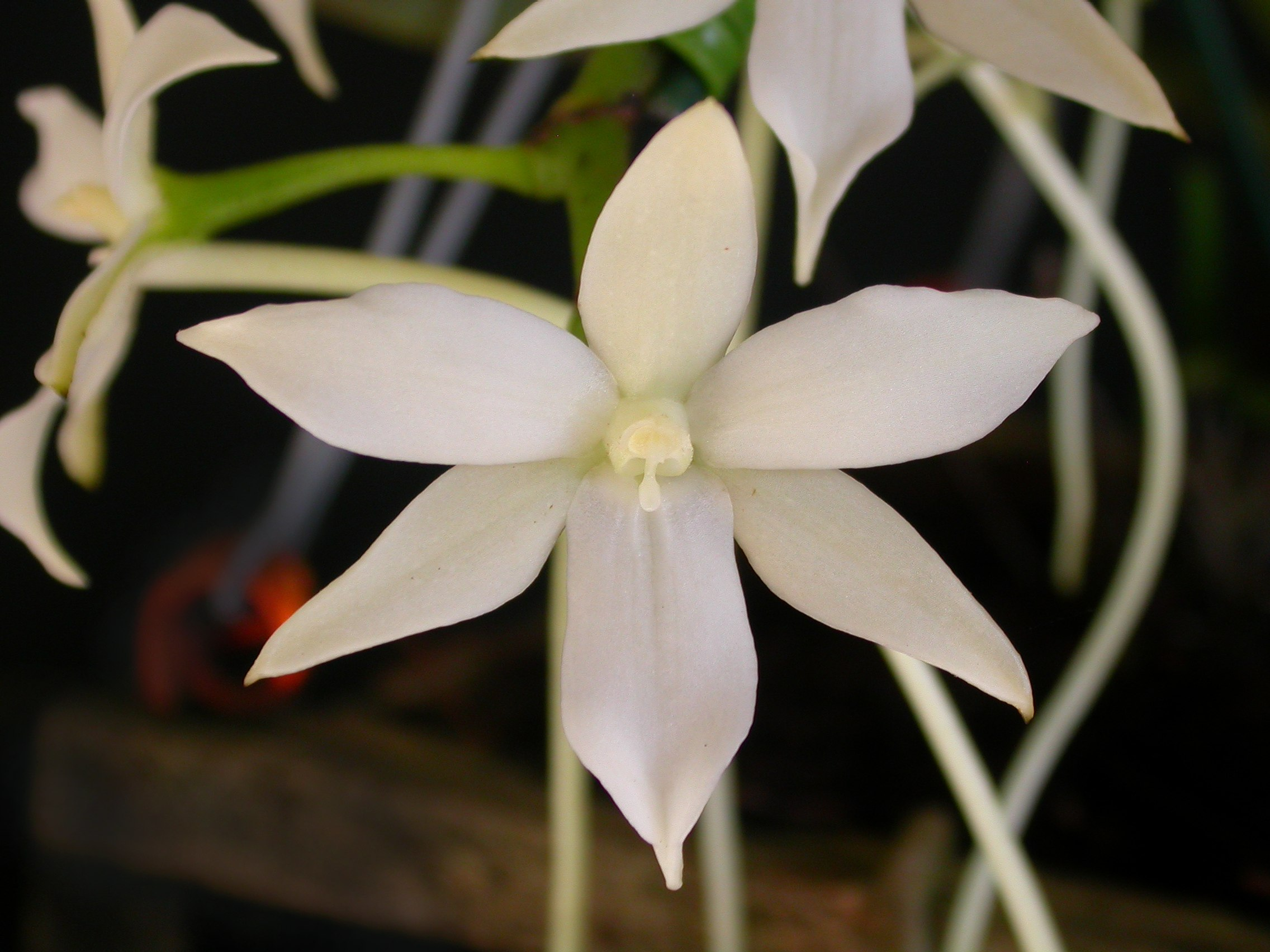
Aerangis articulata Angraecinae
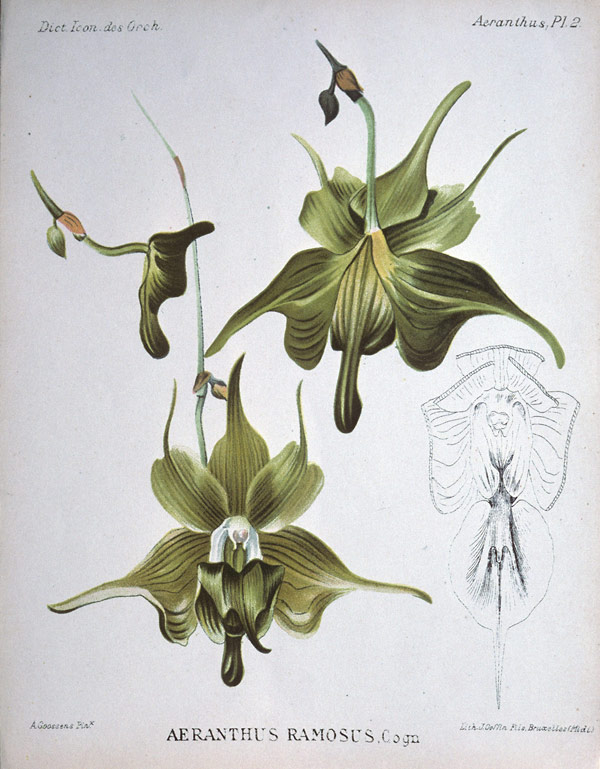
Aeranthes ramosa Angraecinae
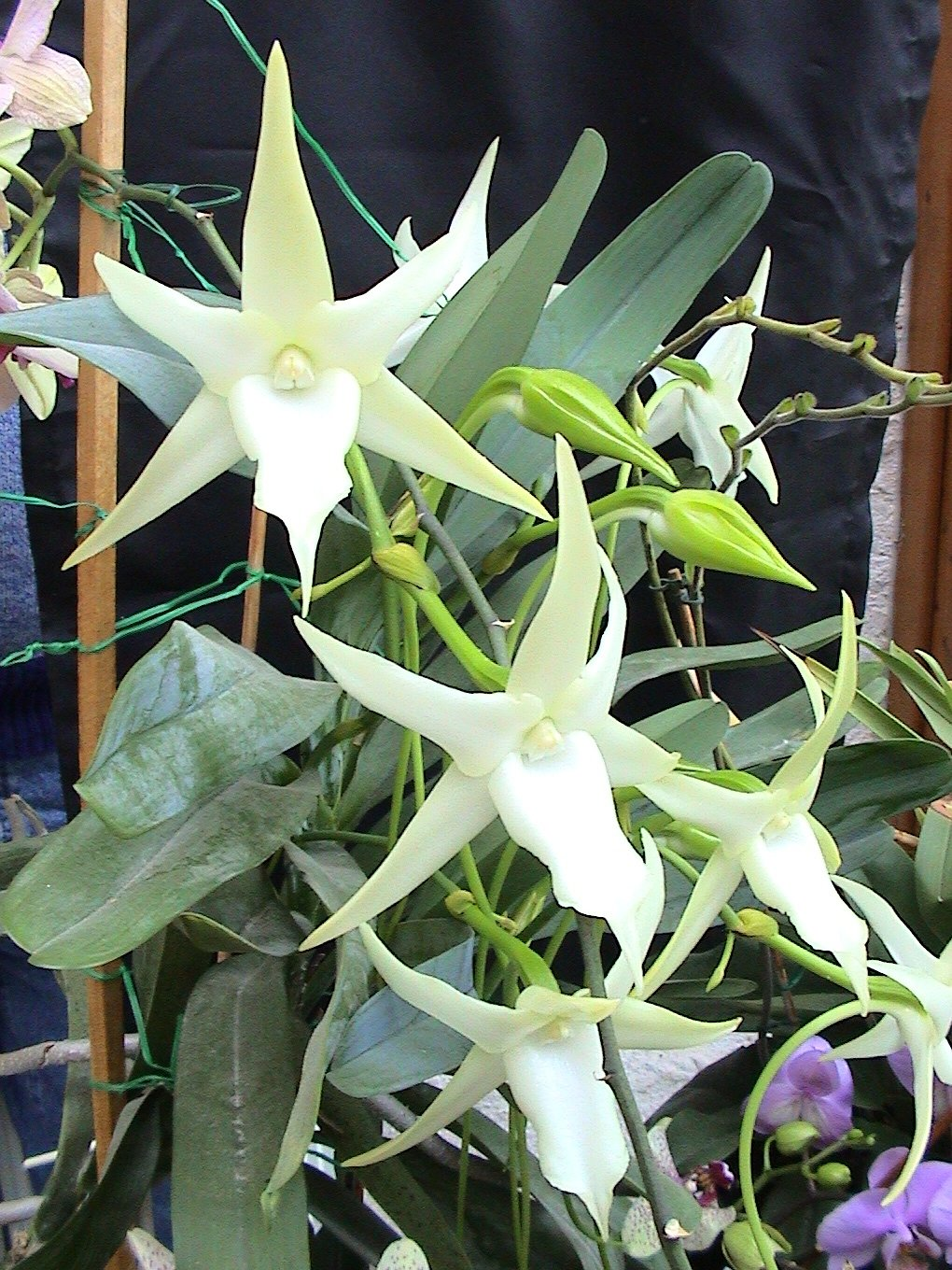
Angraecum sesquipedale Angraecinae
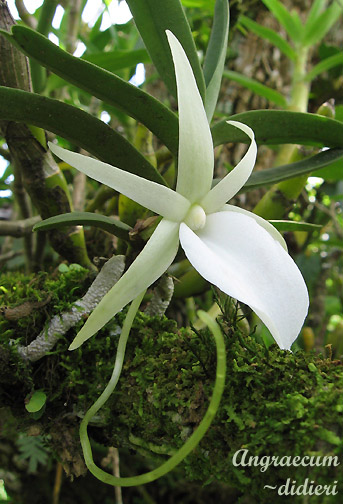
Angraecum didieri Angraecinae
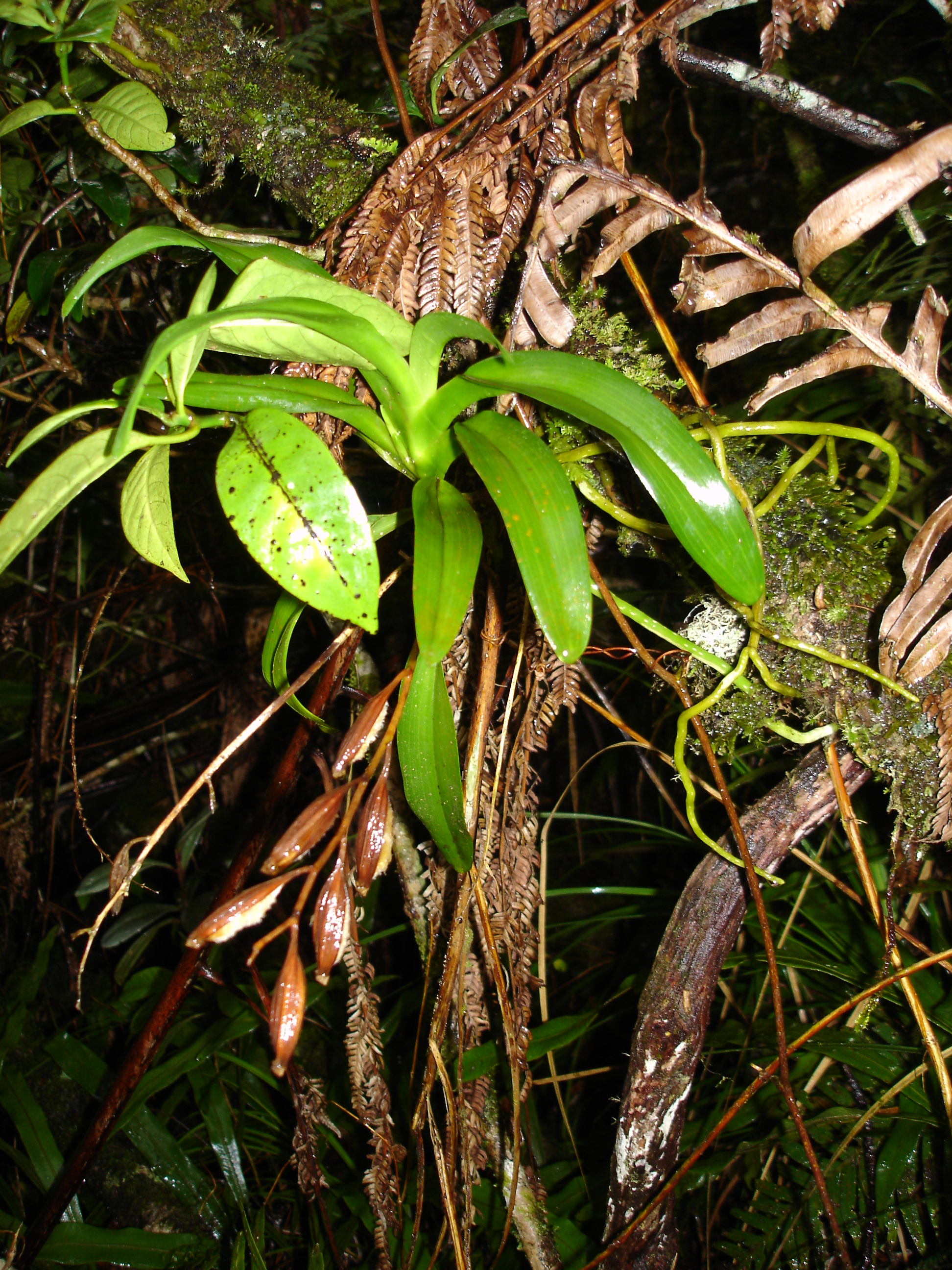
Beclardia macrostachya Angraecinae
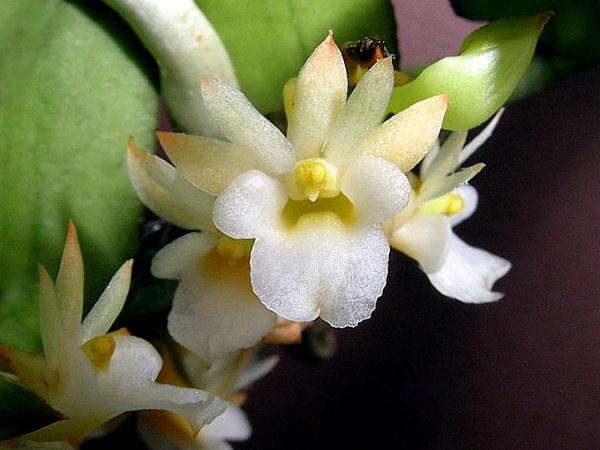
Calyptrochilum christyanum Angraecinae
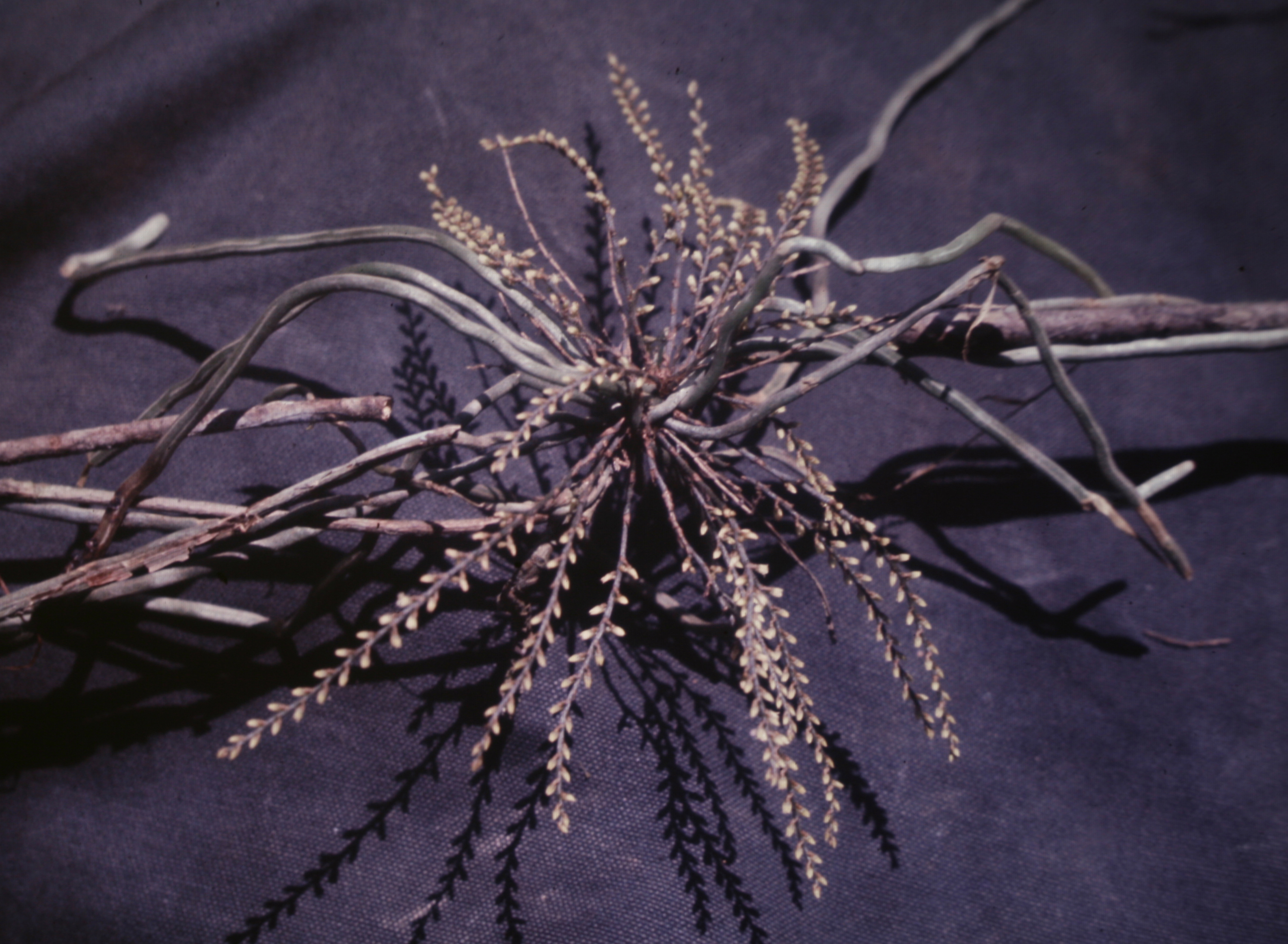
Campylocentrum fasciola Angraecinae
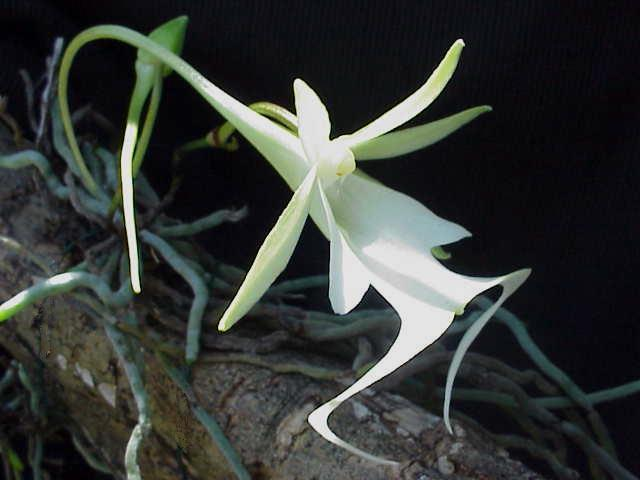
Dendrophylax lindenii Angraecinae
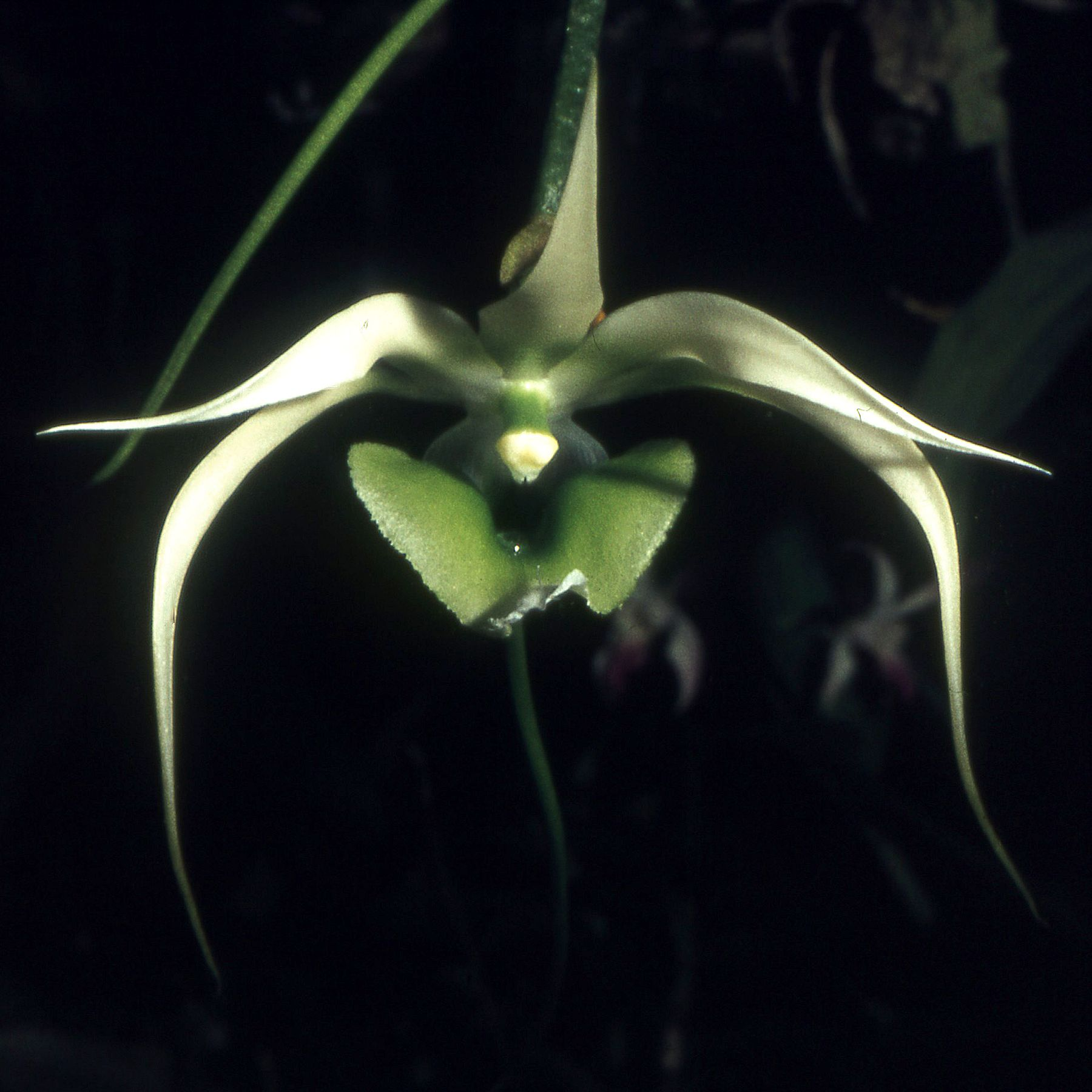
Erasanthe henrici Angraecinae
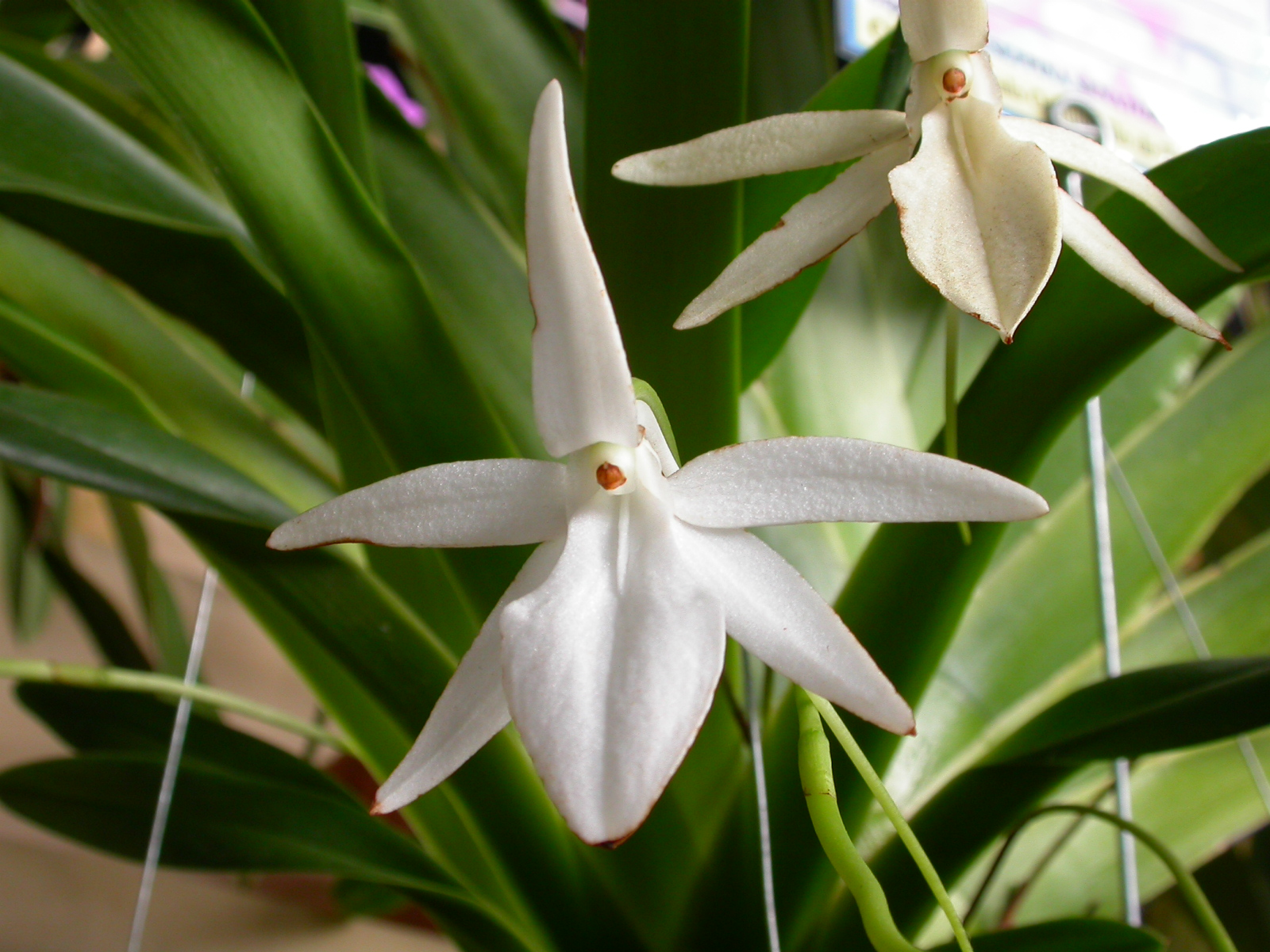
Jumellea arachnantha Angraecinae
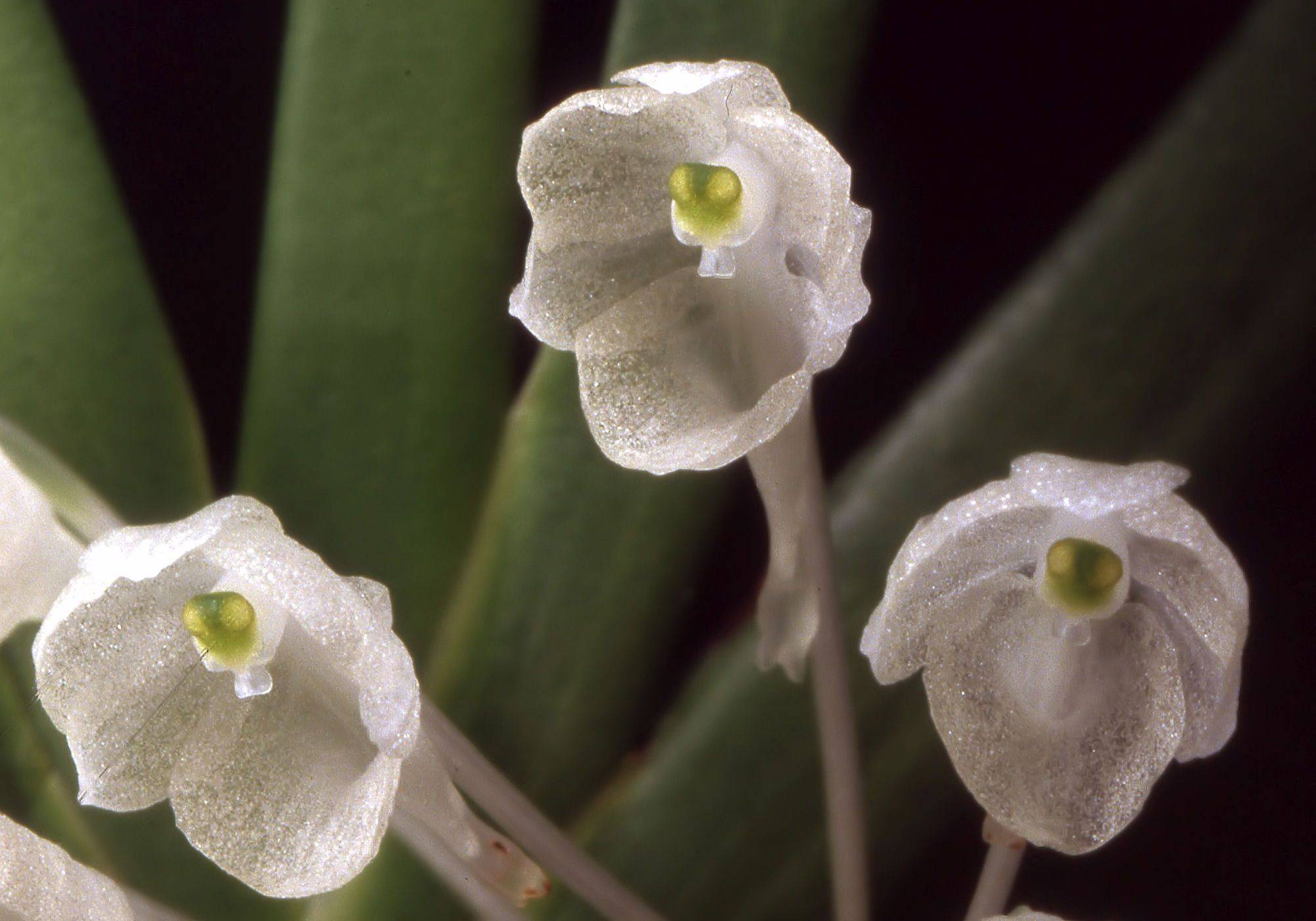
Podangis dactyloceras Angraecinae
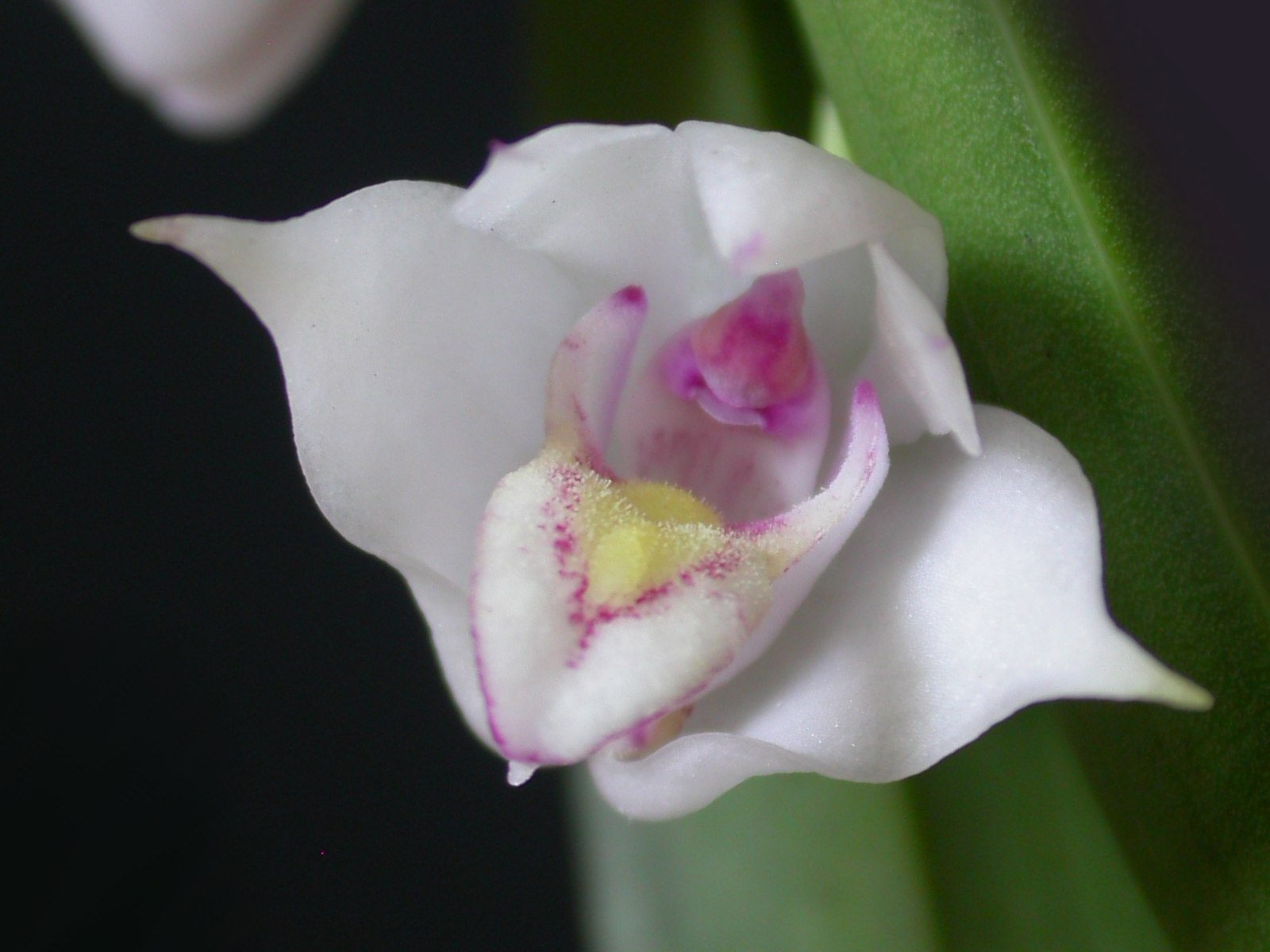
Polystachya subdiphylla Polystachyinae